# 錫爾弗克里克鎮區 (密蘇里州蘭道夫縣)
錫爾弗克里克鎮區（英語：Silver Creek Township）是位於美國密蘇里州蘭道夫縣的一個行政鎮區。

## 地方資料
錫爾弗克里克鎮區的面積為122.72平方千米，當中陸地面積為122.50平方千米，而水域面積為0.22平方千米。根據2020年美國人口普查的數據，當地共有人口320人，而人口密度為每平方千米2.61人。